# Hippurella elegans
Hippurella elegans is een hydroïdpoliep uit de familie Plumulariidae. De poliep komt uit het geslacht Hippurella. Hippurella elegans werd in 1937 voor het eerst wetenschappelijk beschreven door Fraser. 